# Flugunfall einer Boeing 737 der Thai Airways bei Phuket 1985
Der Flugunfall einer Boeing 737 der Thai Airways bei Phuket 1985 ereignete sich am 15. April 1985. An diesem Tag kollidierte eine Boeing 737-2P5, mit der ein innerthailändischer Linienflug der Thai Airways vom Flughafen Bangkok zum Flughafen Phuket durchgeführt wurde, mit einem Berg, wobei alle 11 Insassen der Maschine starben.

## Flugzeug und Insassen
Das betroffene Flugzeug war eine im Jahr 1979 in Renton (Washington), Washington gebaute Boeing 737-2P5 mit der Werknummer 21810 und der Modellseriennummer 604, die zum Unfallzeitpunkt fünf Jahre und sieben Monate alt war. Der Erstflug der Maschine war am 24. September 1979 durchgeführt worden, am 10. Oktober 1979 wurde sie mit dem Luftfahrzeugkennzeichen HS-TBB an die Thai Airways ausgeliefert. Das zweistrahlige Mittelstreckenflugzeug war mit zwei Mantelstromtriebwerken des Typs Pratt & Whitney JT8D-15 ausgerüstet.
Den spätabendlichen, inländischen Linienflug von Bangkok nach Phuket hatten an diesem Tag nur vier Passagiere angetreten. Es befand sich eine siebenköpfige Besatzung an Bord.

## Unfallhergang
Der Start der Maschine in Bangkok und der Flug in Richtung Phuket verliefen zunächst ohne besondere Vorkommnisse. Vier Minuten nachdem die Piloten eine Freigabe zum Sinkflug auf 3.000 Fuß für den Anflug auf Phuket erhalten hatten, meldete der Kapitän, dass er kein DME-Signal empfangen konnte. Um 23:24 Uhr erkundigte sich die Flugsicherung in Phuket bei den Piloten, ob sie es vorziehen würden, einen VOR-Anflug auf Landebahn 09 anstelle eines Sichtanfluges auf Landebahn 27 durchzuführen. Auf Wunsch der Piloten wurde der Anflug auf Landebahn 27 fortgesetzt, bis der Kapitän wenig später mitteilte, dass beim Sinkflug in einer Flughöhe von 3.400 Fuß beide Triebwerke ausgefallen seien und die Maschine fast mit einem Berg kollidiert sei. Im Endanflug kollidierte die Maschine schließlich um 23:30 Uhr in 800 Fuß Höhe mit einem Berg. Dabei kamen alle elf Insassen ums Leben.

## Ursache
Die Ursache für den Triebwerksausfall konnte nie ermittelt werden.